# Velella velella
Espèce
La vélelle (Velella velella) est une espèce de cnidaire (hydrozoaire) pélagique.
Contrairement à une idée répandue, il ne s'agit pas d'une méduse et elle ne provoque pas d'urticaire chez l'humain.
Elle est plus proche des siphonophores : colonies de polypes spécialisés issus d'un seul polype initial, de la classe des hydrozoaires. Les Vélelles font partie du neuston, catégorie d'organismes aquatiques liés à la surface, et de ce que le biologiste marin Alister Hardy a décrit sous le nom de Blue Fleet (« flotte bleue »), aux côtés de deux autres cnidaires : la porpite (Porpita porpita) et la physalie (Physalia physalis).

## Description
Une Vélelle se présente sous la forme d'un anneau cartilagineux bleu de forme ovale, de 6 cm de longueur maximale. La partie centrale, translucide, est parcourue par des motifs ovoïdes de taille décroissante, et l'ensemble est surmonté d'une voile triangulaire translucide, haute de 3 cm maximum, perpendiculaire au flotteur (pneumatophore) le long de sa diagonale, en biais par rapport à l'axe longitudinal de l'animal, et présentant des motifs sinueux.
Le flotteur porte des polypes (zoïdes) sur sa face intérieure submerse.

## Aire de répartition
Velella velella se rencontre sur les latitudes tropicales à subtropicales de tous les océans du globe (y compris en Méditerranée). Elle se trouve occasionnellement le long de la côte ouest des Îles Britanniques et de l’Irlande. Ces colonies ne peuvent se mouvoir par elles-mêmes : ce sont les vents et les courants qui décident de leur déplacement. Après une tempête, elles peuvent s'échouer en masse sur les plages, au printemps et au début de l'été , : elles se désagrègent dans le sable en dégageant une senteur marine désagréable.

## Onomastique
Sa voile est à l'origine de son nom scientifique latin : velella signifie « voilette ». Son nom vernaculaire diffère selon les régions et les pays : « barquette de la Saint-Jean » (région de Biarritz), « barquette de la Saint-Pierre », « méduse-voilette », ruzunu (Corse), Jack-sail-by-the-wind (anglais), Segelqualle (allemand), velero (espagnol), barchetta di San Pietro (italien) ou barqueta de San Pere (catalan).

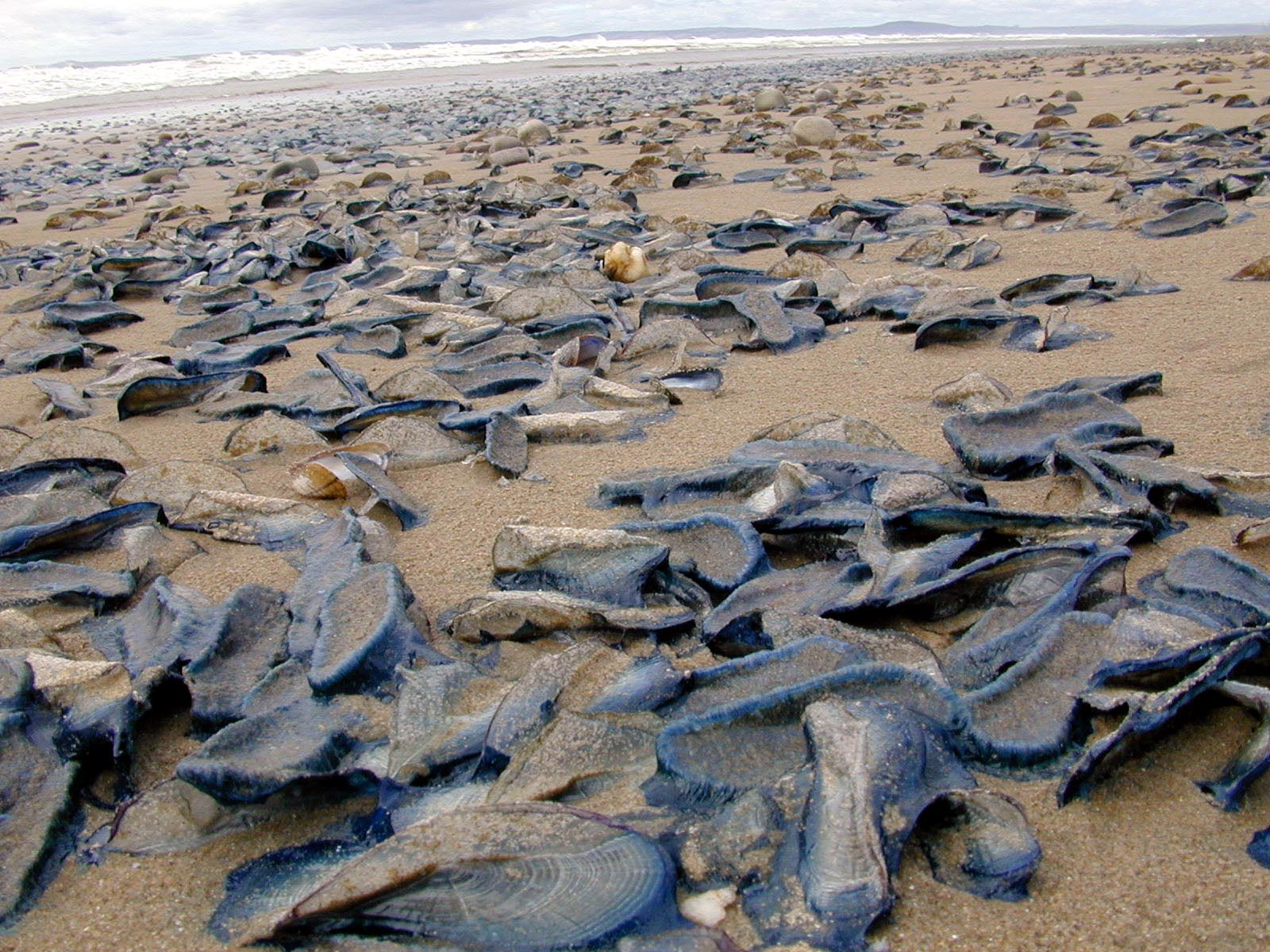
Vélelles…
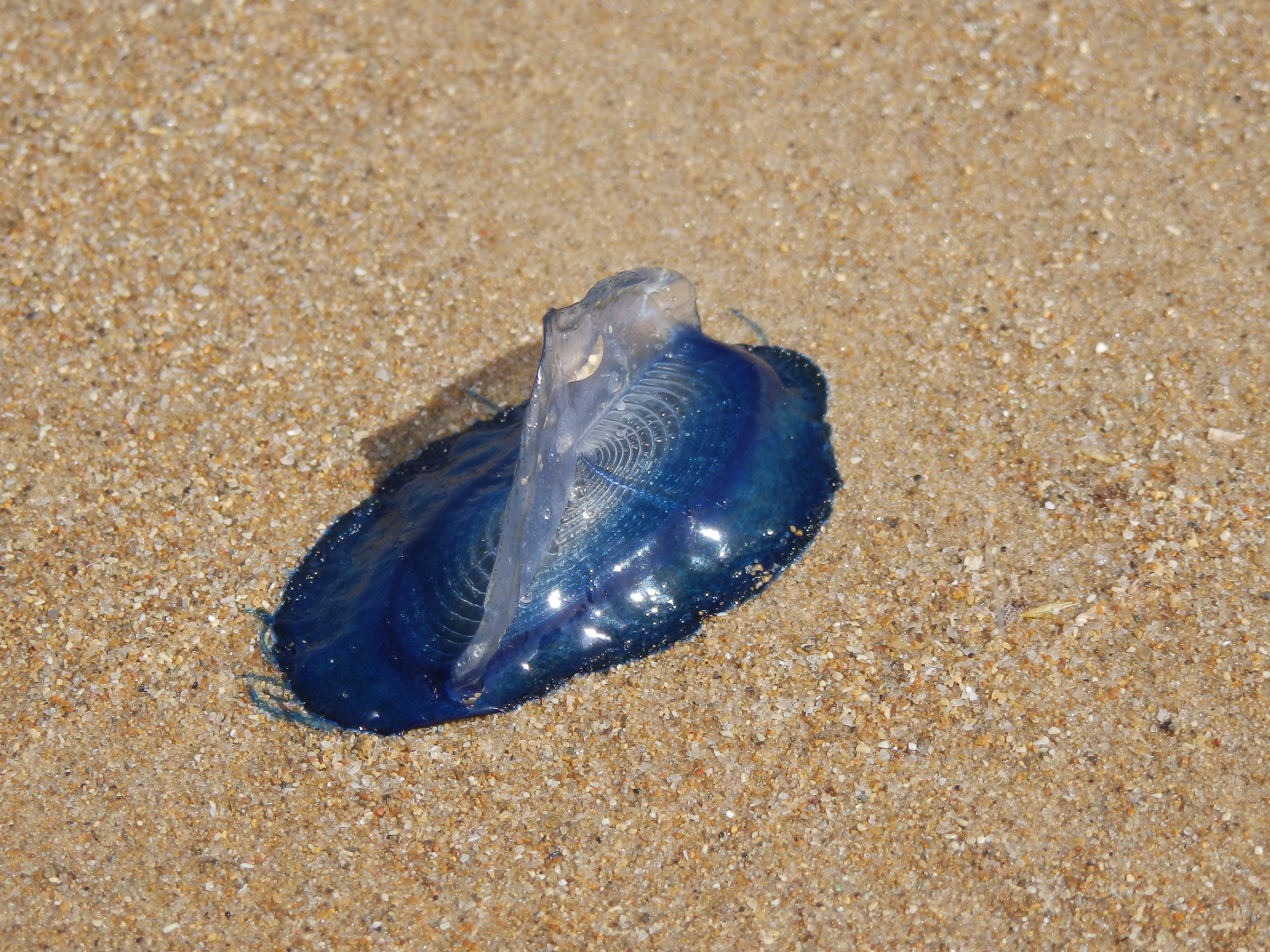
…échouées sur…
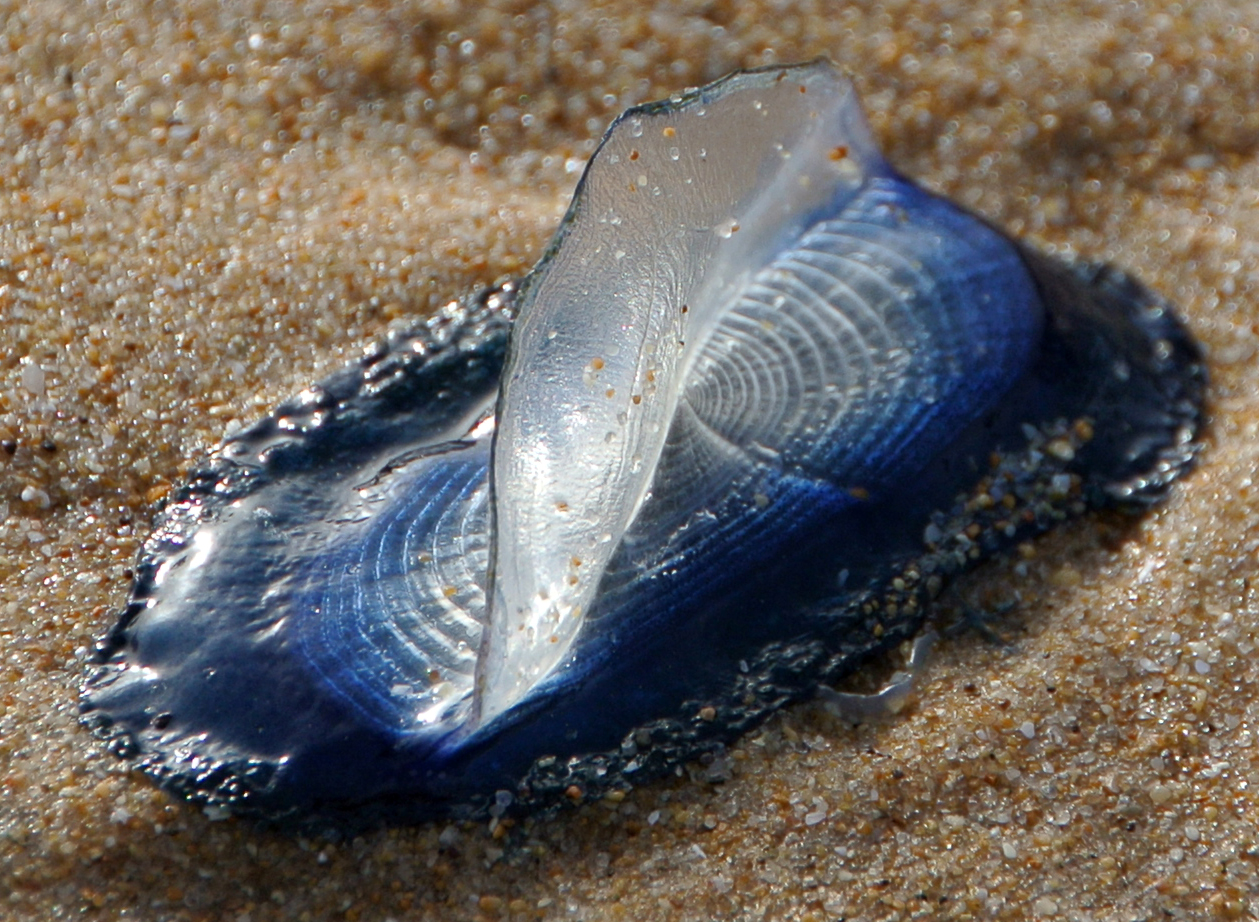
…la plage.
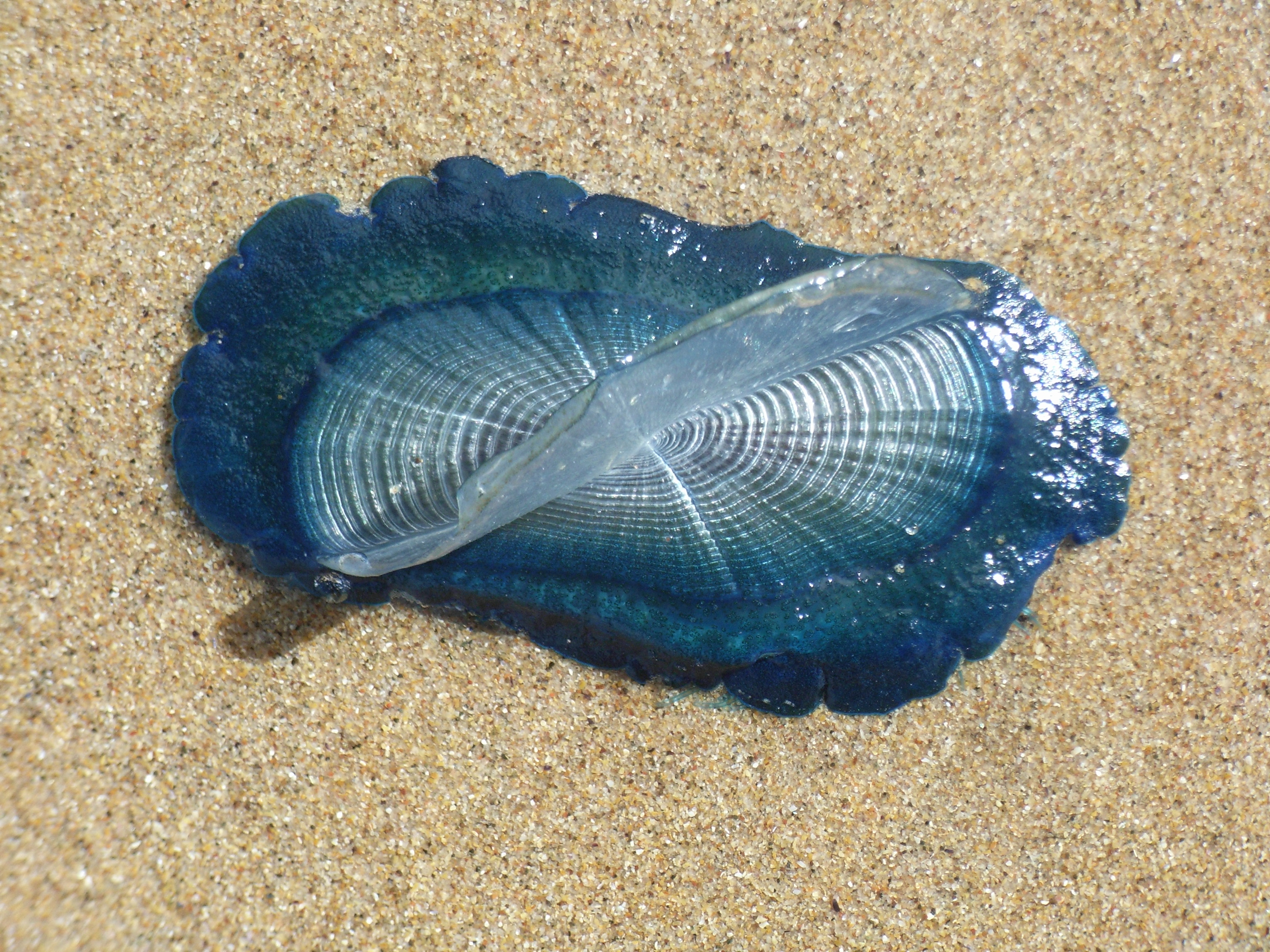
Vue du dessus.
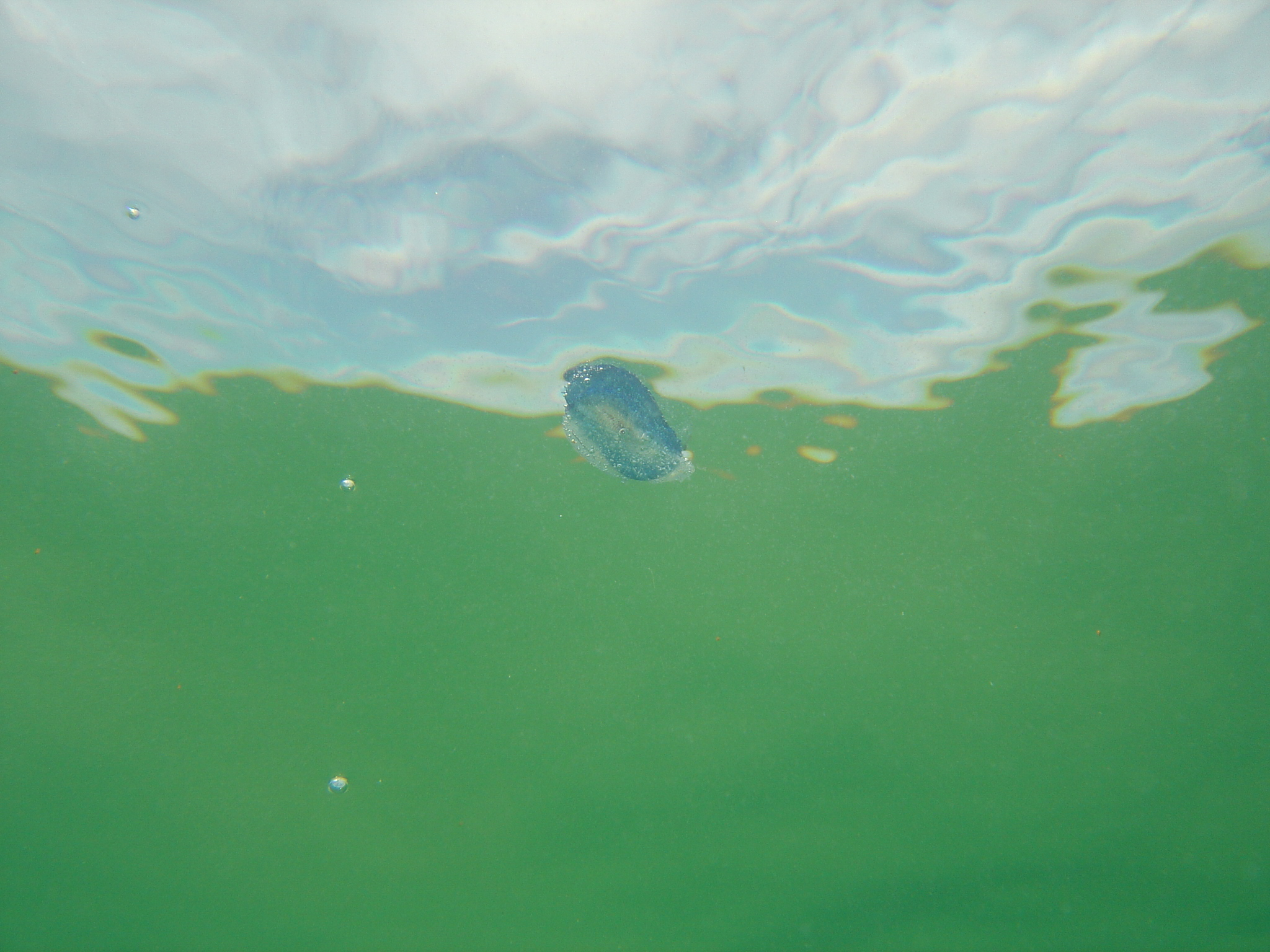
Vue du dessous.